# Scottish FA Cup 1967/68
Der Scottish FA Cup wurde 1967/68 zum 83. Mal ausgespielt. Der wichtigste Fußball-Pokalwettbewerb im schottischen Vereinsfußball wurde vom Schottischen Fußballverband geleitet und ausgetragen. Er begann am 16. Dezember 1967
und endete mit dem Finale am 27. April 1968 im Hampden Park von Glasgow. Als Titelverteidiger startete Celtic Glasgow in den Wettbewerb, das sich im Jahr zuvor den insgesamt 19. Pokalsieg in der Vereinsgeschichte holte. Im Vorjahresfinale hatte sich Celtic mit 2:0 gegen den FC Aberdeen durchgesetzt. Im diesjährigen Endspiel um den Schottischen Pokal standen sich Dunfermline Athletic und Heart of Midlothian gegenüber. Für Dunfermline war es nach 1961 und 1965 die dritte Finalteilnahme. Im Endspiel von 1961 besiegte die Mannschaft Celtic Glasgow mit 2:0 im Wiederholungsfinale, vier Jahre später unterlag Dunfermline gegen Celtic 2:3. Die Hearts aus Edinburgh erreichten zum insgesamt achten Mal nach 1891, 1896, 1901, 1903, 1906, 1907 und 1956 das Finale um den Scottish FA Cup, wovon fünf gewonnen wurden. Dunfermline gewann das Endspiel von 1968 durch einen 3:1-Sieg über die Hearts und gewann damit den insgesamt 2. Scottish FA Cup. In der Scottish Division One belegte am Saisonende 1967/68 Dunfermline Platz 4, die Hearts erreichten Platz 12 von 18. Als Pokalsieger nahm Dunfermline Athletic am Wettbewerb des Europapokal der Pokalsieger teil, und erreichte dabei das Halbfinale das gegen späteren Sieger ŠK Slovan Bratislava verloren wurde.

## 1. Runde
Ausgetragen wurden die Begegnungen am 16. Dezember 1967. Die Wiederholungsspiele fanden am 23. Dezember 1967 statt.
|                        | Ergebnis |                       |
| ---------------------- | -------- | --------------------- |
| FC Dumbarton           | 0:0      | Berwick Rangers       |
| Elgin City             | 3:1      | Albion Rovers         |
| FC Fraserburgh         | 1:4      | FC East Stirlingshire |
| FC Hawick Royal Albert | 4:0      | FC Vale of Leithen    |
| FC Stranraer           | 2:2      | FC Stenhousemuir      |

### Wiederholungsspiele
|                  | Ergebnis |              |
| ---------------- | -------- | ------------ |
| Berwick Rangers  | 2:1      | Brechin City |
| FC Stenhousemuir | 5:0      | FC Stranraer |

## 2. Runde
Ausgetragen wurden die Begegnungen zwischen dem 6. und 17. Januar 1968. Die Wiederholungsspiele fanden am 17. und 18. Januar 1968 statt. 
|                        | Ergebnis |                        |
| ---------------------- | -------- | ---------------------- |
| Berwick Rangers        | 2:0      | Nairn County           |
| Brechin City           | 2:1      | FC Montrose            |
| Forfar Athletic        | 3:2      | FC Queen’s Park        |
| FC Keith               | 1:3      | FC East Stirlingshire  |
| Queen of the South     | 2:2      | FC Clydebank           |
| St. Cuthbert Wanderers | 1:6      | FC Hawick Royal Albert |
| FC Stenhousemuir       | 1:3      | Alloa Athletic         |
| Tarff Rovers           | 2:3      | Elgin City             |

### Wiederholungsspiel
|              | Ergebnis  |                    |
| ------------ | --------- | ------------------ |
| FC Clydebank | 2:2 n. V. | Queen of the South |

### 2. Wiederholungsspiel
|                    | Ergebnis |              |
| ------------------ | -------- | ------------ |
| Queen of the South | * 1:0 *  | FC Clydebank |

## 3. Runde
Ausgetragen wurden die Begegnungen am 27. Januar 1968. Die Wiederholungsspiele fanden am 31. Januar 1968 statt.
|                       | Ergebnis |                        |
| --------------------- | -------- | ---------------------- |
| FC Aberdeen           | 1:1      | Raith Rovers           |
| Ayr United            | 0:2      | FC Arbroath            |
| Celtic Glasgow        | 0:2      | Dunfermline Athletic   |
| FC Clyde              | 2:0      | Berwick Rangers        |
| FC Cowdenbeath        | 0:1      | FC Dundee              |
| Dundee United         | 3:1      | FC St. Mirren          |
| FC East Fife          | 3:0      | Alloa Athletic         |
| Elgin City            | 3:1      | Forfar Athletic        |
| FC East Stirlingshire | 3:5      | Hibernian Edinburgh    |
| Heart of Midlothian   | 4:1      | Brechin City           |
| Greenock Morton       | 4:0      | FC Falkirk             |
| FC Motherwell         | 1:1      | Airdrieonians FC       |
| Partick Thistle       | 0:0      | FC Kilmarnock          |
| Queen of the South    | 1:1      | Stirling Albion        |
| Glasgow Rangers       | 3:1      | Hamilton Academical    |
| FC St. Johnstone      | 3:0      | FC Hawick Royal Albert |

### Wiederholungsspiele
|                  | Ergebnis |                    |
| ---------------- | -------- | ------------------ |
| Airdrieonians FC | 1:0      | FC Motherwell      |
| FC Kilmarnock    | 1:2      | Partick Thistle    |
| Raith Rovers     | 0:1      | FC Aberdeen        |
| Stirling Albion  | 1:3      | Queen of the South |

## Achtelfinale
Ausgetragen wurden die Begegnungen zwischen dem 17. und 23. Februar 1968. Die Wiederholungsspiele fanden am 21. Februar 1968 statt.
|                      | Ergebnis |                     |
| -------------------- | -------- | ------------------- |
| Airdrieonians FC     | 1:0      | Hibernian Edinburgh |
| FC Dundee            | 1:1      | Glasgow Rangers     |
| Dundee United        | 5:6      | Heart of Midlothian |
| Dunfermline Athletic | 2:1      | FC Aberdeen         |
| FC East Fife         | 0:0      | Greenock Morton     |
| Elgin City           | 2:0      | FC Arbroath         |
| Partick Thistle      | 3:2      | FC Clyde            |
| FC St. Johnstone     | 5:2      | Queen of the South  |

### Wiederholungsspiele
|                 | Ergebnis  |              |
| --------------- | --------- | ------------ |
| Greenock Morton | 5:2       | FC East Fife |
| Glasgow Rangers | 4:1 n. V. | FC Dundee    |

## Viertelfinale
Ausgetragen wurden die Begegnungen am 9. März 1968. Das Wiederholungsspiel fand am 13. März 1968 statt.
|                      | Ergebnis |                     |
| -------------------- | -------- | ------------------- |
| Dunfermline Athletic | 1:0      | Partick Thistle     |
| Greenock Morton      | 2:1      | Elgin City          |
| Glasgow Rangers      | 1:1      | Heart of Midlothian |
| FC St. Johnstone     | 2:1      | Airdrieonians FC    |

### Wiederholungsspiel
|                     | Ergebnis |                 |
| ------------------- | -------- | --------------- |
| Heart of Midlothian | 1:0      | Glasgow Rangers |

## Halbfinale
Ausgetragen wurden die Begegnungen am 30. März 1968. Die Wiederholungsspiele fanden am 3. April 1968 statt.
|                      | Ergebnis  |                  |
| -------------------- | --------- | ---------------- |
| Dunfermline Athletic | * 1:1 *   | FC St. Johnstone |
| Heart of Midlothian  | ** 1:1 ** | Greenock Morton  |

### Wiederholungsspiele
|                      | Ergebnis        |                  |
| -------------------- | --------------- | ---------------- |
| Dunfermline Athletic | * 2:1 n. V. *   | FC St. Johnstone |
| Heart of Midlothian  | ** 2:1 n. V. ** | Greenock Morton  |

## Finale
| Dunfermline Athletic                     | Dunfermline Athletic | Heart of Midlothian | Heart of Midlothian |
| ---------------------------------------- | --- | --- | ------------------- |
| Dunfermline Athletic                     | \| Finale \| \| 27. April 1968 in Glasgow (Hampden Park) \| \| Ergebnis: 3:1 (0:0) \| \| Zuschauer: 56.366 \| \| Schiedsrichter: Willie Anderson \| \| Spielbericht \|            | \| Finale \| \| 27. April 1968 in Glasgow (Hampden Park) \| \| Ergebnis: 3:1 (0:0) \| \| Zuschauer: 56.366 \| \| Schiedsrichter: Willie Anderson \| \| Spielbericht \|                                   | Heart of Midlothian |
| Dunfermline Athletic                     | Bent Martin – Willie Callaghan, John Lunn, John McGarty, Roy Barry – Tommy Callaghan, Ian Lister, Hugh Robertson, Alex Edwards – Bert Paton, Pat Gardner Cheftrainer: George Farm | Jim Cruickshank – Ian Sneddon, Arthur Mann, Alan Anderson, Eddie Thomson – George Miller, Roald Jensen (??. René Møller), Jim Townsend, Tommy Traynor – Jim Irvine, Donald Ford Cheftrainer: John Harvey | Heart of Midlothian |
| Dunfermline Athletic                     | 1:0 Pat Gardner (56.) 2:0 Ian Lister (60., Elfmeter) 3:1 Pat Gardner (74.) | 2:1 John Lunn (71., Eigentor) | Heart of Midlothian |
| Finale                                   | | |                     |
| 27. April 1968 in Glasgow (Hampden Park) | | |                     |
| Ergebnis: 3:1 (0:0)                      | | |                     |
| Zuschauer: 56.366                        | | |                     |
| Schiedsrichter: Willie Anderson          | | |                     |
| Spielbericht                             | | |                     |